# 릴로와 스티치 2
《릴로와 스티치 2》(Lilo & Stitch 2: Stitch Has A Glitch)는 미국에서 제작된 안소니 리온디스 감독의 2005년 애니메이션 영화이다. 다코타 패닝 등이 주연으로 출연하였고 크리스토퍼 체이즈 등이 제작에 참여하였다.

## 출연

### 주연
- 다코타 패닝
- 크리스 샌더스

### 조연
- 질리안 헨리
- 티아 카레레
- 홀리스톤 콜먼
- 제이슨 스콧 리
- 케빈 맥도널드
- 릴리안나 머미
- 데이빗 오그던 스타이어스